# Eurhinocricus
Eurhinocricus är ett släkte av mångfotingar. Eurhinocricus ingår i familjen Rhinocricidae.

## Dottertaxa tillEurhinocricus, i alfabetisk ordning[1]
- Eurhinocricus aequaliramus
- Eurhinocricus aphanes
- Eurhinocricus aphenes
- Eurhinocricus barrios
- Eurhinocricus biolley
- Eurhinocricus biolleyi
- Eurhinocricus bisinuatus
- Eurhinocricus chichivacus
- Eurhinocricus cingendus
- Eurhinocricus cockerelli
- Eurhinocricus collitrus
- Eurhinocricus cooki
- Eurhinocricus elattus
- Eurhinocricus elberti
- Eurhinocricus eutypus
- Eurhinocricus fissus
- Eurhinocricus goeldii
- Eurhinocricus gossei
- Eurhinocricus granulatus
- Eurhinocricus heteroscopus
- Eurhinocricus huadus
- Eurhinocricus lissior
- Eurhinocricus mandevillei
- Eurhinocricus manni
- Eurhinocricus omiltemae
- Eurhinocricus parvior
- Eurhinocricus parvissimus
- Eurhinocricus peruvianus
- Eurhinocricus sabulosus
- Eurhinocricus solitarius
- Eurhinocricus storkani
- Eurhinocricus tungurus
- Eurhinocricus valvatus